# Społeczne Muzeum Ziemi Tłuszczańskiej w Tłuszczu
Społeczne Muzeum Ziemi Tłuszczańskiej w Tłuszczu – muzeum z siedzibą w Tłuszczu. Placówka jest prowadzona przez Towarzystwo Przyjaciół Ziemi Tłuszczańskiej.
Placówka istnieje od chwili powstania Towarzystwa w 1983 roku. W jej zbiorach znajdują się eksponaty, związane z historią miasta (ikonografia, militaria, numizmaty, zabytki techniki), kulturą ludową (stroje ludowe, wytwory rzemiosła, pracy twórców ludowych, pszczelarstwo) oraz sztuką. Muzeum organizuje również liczne wystawy czasowe.
Muzeum jest obiektem całorocznym, czynnym od poniedziałku do piątku. 